# 에이틴 2
《에이틴 2》(A-TEEN 2)는 2019년 4월 21일부터 2019년 6월 27일까지 네이버TV, V LIVE에서 처음으로 공개된 웹드라마이다. 《에이틴》의 후속작이기도 하다.

## 줄거리
수많은 고민과 선택 속 모든 순간을 진심으로 살아가는 단 진심을 담은 이야기학생들과 궁금중을 더하는 밀리터리 이야기 진정한 학교생활

## 등장인물
- 김하나 - 이나은

서연고 대표 모범생 김하나. 성격과 외모, 전교1등정도 성적까지! 모든 것이 완벽하지만 이루고 싶은'꿈'이 없어서 고민이다. 이루고 싶은 것은 바로 단짝친구를 사귀는것
- 도하나 - 신예은

걸크러쉬 매력의 여고생 도하나. 꿈인 '미대 입시'를 시작했지만 생각만큼 실력이 오르지 않아 걱정이 많다. 그리고 말을 잘하는 여고생
- 류주하 - 최보민

완벽한 비주얼의 정체불명 전학생 류주하. 전학과 동시에 전교생의 주목을 받는다.
- 하민 - 김동희

훈훈한 외모와 스윗한 성격의 하민. 이과로 전과한 후 과외 선생님이 있는 서연대 수의학과를 목표로 학업에 매진한다.
- 차기현 - 류의현

미워할 수 없는 츤데레 차기현. 가수라는 꿈을 포기하고 새로운 적성을 찾기로 한다.
- 여보람 - 김수현

귀엽고 발랄한 여보람. 프로게이머 지망생으로 수준급 게임 실력을 자랑한다. 또한 유명 유튜버를 꿈꾼다.
- 차아현 - 강민아

인싸 신입생 차아현. 차기현의 여동생으로 기현과 현실 남매 케미를 보여준다.
- 남시우 - 신승호

넘사벽 피지컬의 체대 입시생. 무표정에 말이 없어서 차가워 보이지만 알고 보면 빙구미가 넘친다.
- 남지우 - 안정훈

'일명 '편의점 훈남 오빠'로 불리는 남지우. 남시우의 형이자 서연고 출신 선배이다.
- 김민지 - 조영인

모범생. 모든 것을 열심히 하는 노력형 인간이다.

### 카메오
- 조슈아- 주하 친구역
- 김민주- 아현 친구역
- 현진-아현 친구역
- 아이엔-아현 친구역

## 회차별 제목
- 1화 : 열아홉 (부제 : 전교생에게 내 소문이 퍼졌다)
- 2화 : 하나뿐인 것 (부제 : 나 때문에 친구가 울었다)
- 3화 : 자리 (부제 : 처음 본 후배에게 욕먹었을 때 반응)
- 4화 : 예상 못했다. (부제 : 내가 저지른 최악의 실수)
- 5화 : 나만 알았으면 (부제:두 사람이 한 사람을 원한다)
- 6화 : 거짓말 탐지기 (부제 : 거짓말이 좋아진 이유)
- 7화 : 너무 (부제 : 단둘이 비밀 데이트를 했다)
- 8화 : 너를 위한 (부제 : 나만 알고 싶은 남자가 생겼다)
- 9화 : 주의 사항 (부제 : 친한 친구가 내 경쟁자가 됐다)
- 10화 : 그렇지 않으면 (부제 : 나를 불안하게 만드는 사람)
- 11화 : 좋아하면 (부제 : 좋아하는 사람과 커플인 척을 했다)
- 12화 : 이해시켜 줘? (부제 : 여친이 내 가족을 욕했다)
- 13화 : 차라리 (부제 : 친구가 교실에서 기절한 이유)
- 14화 : 99:1 (부제 : 내 영상에 악플이 쏟아졌다)
- 15화 : 모순 (부제 : 상대방의 진심을 알게 됐을 때)
- 16화 : ABCD (부제 : 내 짝사랑이 결국 끝났다)
- 17화 : 제일 조심해야 하는 순간 (부제 : 시험 전날 나를 불러낸 친구)
- 18화 : 나도 알아 (부제 : 믿었던 친구가 나를 배신했다)
- 19화 : 아무것도 모르면서 (부제 : 처음 본 선배에게 반말을 했다)
- 20화 : 마지막 10대 (부제 : 우리들의 열아홉에 있어줘서 고마워)

## 수상
- 2019년 2019 V라이브 어워즈 - 더 모스트 러브드 웹 시리즈 상
- 2019년 2019 V라이브 어워즈 - 페이보릿 웹 시리즈 액터상 (이나은, 최보민)

## 같이 보기
- 에이틴
- 통통한 연애
- 통통한 연애 시즌2
- 좀 예민해도 괜찮아
- 좀 예민해도 괜찮아 시즌2